# Santa Catarina de Ribamar (nau)
A nau Santa Catarina de Ribamar foi uma nau portuguesa. Pouco se sabe sobre ela. Zarpou de Goa a 17 de março de 1635. Veio a naufragar nesse mesmo ano junto ao Cabo da Roca.